# Kawanishi K8K
Kawanishi K8K (Морской учебный самолёт первоначальной подготовки Тип 0) — учебный самолёт Императорского флота Японии периода 1930-х годов.

## История создания
В 1937 году командование Имперского флота Японии объявило конкурс на разработку учебного гидросамолёта, который должен был заменить Yokosuka K4Y. В конкурсе приняли участие фирмы Kawanishi, Nippi и Watanabe, чьи проекты получили обозначение K8K, K8Ni и K8W соответственно. Условия конкурса оговаривали использование двигателя Gasuden Jimpu.
Самолёт фирмы Kawanishi — двухместный одностоечный биплан, был оснащён двигателем воздушного охлаждения Gasuden Jimpu 2 мощностью 130 л. с. Первый из трёх прототипов поднялся в воздух 8 июля 1938 года. Испытания трёх самолётов-конкурентов начались в августе 1938 года.
В испытаниях все самолёты показали близкие характеристики, но командование флота в 1940 году решило принять на вооружение самолёт фирмы Kawanishi, присвоив ему обозначение «Морской учебный самолёт первоначальной подготовки Тип 0» (или K8K1).
Всего было выпущено 15 самолётов, после чего флот решил ограничиться использованием учебного самолёта Yokosuka K5Y.

### Технические характеристики
- Экипаж: 2 человек
- Длина: 8,80 м
- Высота: 3,37 м
- Размах крыла: 9,50 м
- Площадь крыльев: 24,00 м²
- Масса пустого: 719 кг
- Масса снаряжённого: 991 кг
- Двигатели: 1 х Gasuden Jimpu 2
- Мощность: 130 л. с.

### Лётные характеристики
- Максимальная скорость: 185 км/ч
- Крейсерская скорость: 120 км/ч
- Дальность полёта: 512 км
- Практический потолок: 3 490 м